# هفت خاندان ممتاز هخامنشی
ایران هخامنشی هفت دودمان ممتاز داشت که یکی از آن‌ها از نژاد سلطنتی بود.

## نجبای هفتگانهٔ هخامنشی
هرودوت می‌نویسد، گئومات غاصب بعد از رفتن کمبوجیه به مصر خود را به‌جای بردیا پسر کوروش معرفی کرده، بر تخت نشست. اولین کسی که پس از هفت ماه فرمانروایی به گئومات ظنین شد که او فرزند کوروش نیست بلکه مرد شیادی است، هوتن بود. هوتن یک دستهٔ شش نفره از نجبای پارس را که به آن‌ها اطمینان داشت، تشکیل داد و با ورود داریوش از پارس تصمیم گرفته شد که او را نیز در گروه خویش وارد سازند. این هفت تن با هم قسم خوردند که برای دفع غاصب اقدام کنند.
در پی کشته شدن گئومات و در طی مذاکره راجع به تعیین نوع حکومت ایران در زمان داریوش بزرگ که توسط نمایندگان هفت تن از نجبای ایران انجام شد. هوتن نظام حکومتی دموکراسی را برای آیندهٔ ایران پیش نهاد کرد و در نکوهش نظام پادشاهی سخن گفت، اما نظرش در آن نشست مورد استقبال قرار نگرفت،مگابیز ضمن تأیید انتقادات هوتن به نظام پادشاهی، از نظام آریستوکراسی دفاع کرد. اما داریوش از نظام پادشاهی دفاع کرد، و چون نظر چهار نفر دیگر حاضر در جلسه هم موافق با داریوش بود، در نهایت نظام پادشاهی در ایران تداوم یافت .
نام این هفت تن از نمایندگان نجبای هفتگانهٔ هخامنشی از این قرار است:
در کتاب هرودوت و در کتیبه بیستون
۱. اوتانس (اوتانه)
۲. اسپاتینس (اردومنش)
۳. گوبریاس (گئوبروه)
۴. اینتافرنس (وین دِفرنه)
۵. مگابیز (بغابوخش یکم)
۶. هیدارنس (ویدرنه)
۷. داریوش (داریوش)
کریستن سن، ایرانشناس دانمارکی می‌نویسد، ایران هخامنشی هفت دودمان ممتاز داشت که یکی از آن‌ها از نژاد سلطنتی بود. هرودوت به خطا رفته‌است که امتیازات این دودمان‌ها را اجر شرکت آن‌ها در قتل گئومات می‌داند. اسکندر و سلوکیان که وارث سیاست هخامنشی بشمار می‌آیند. تغییری در اصول و اساس تشکیلات داریوش بزرگ ندادند. اشکانیان نیز پس از اینکه به تسخیر سراسر ایران پرداختند و دولت ایرانی جدیدی تشکیل دادند باز اصول و سنن سیاسی عهد هخامنشی را حفظ کردند و تشکیلات دودمانی قدیم هم جانی تازه گرفت.